# Wierzbna (Żarów)

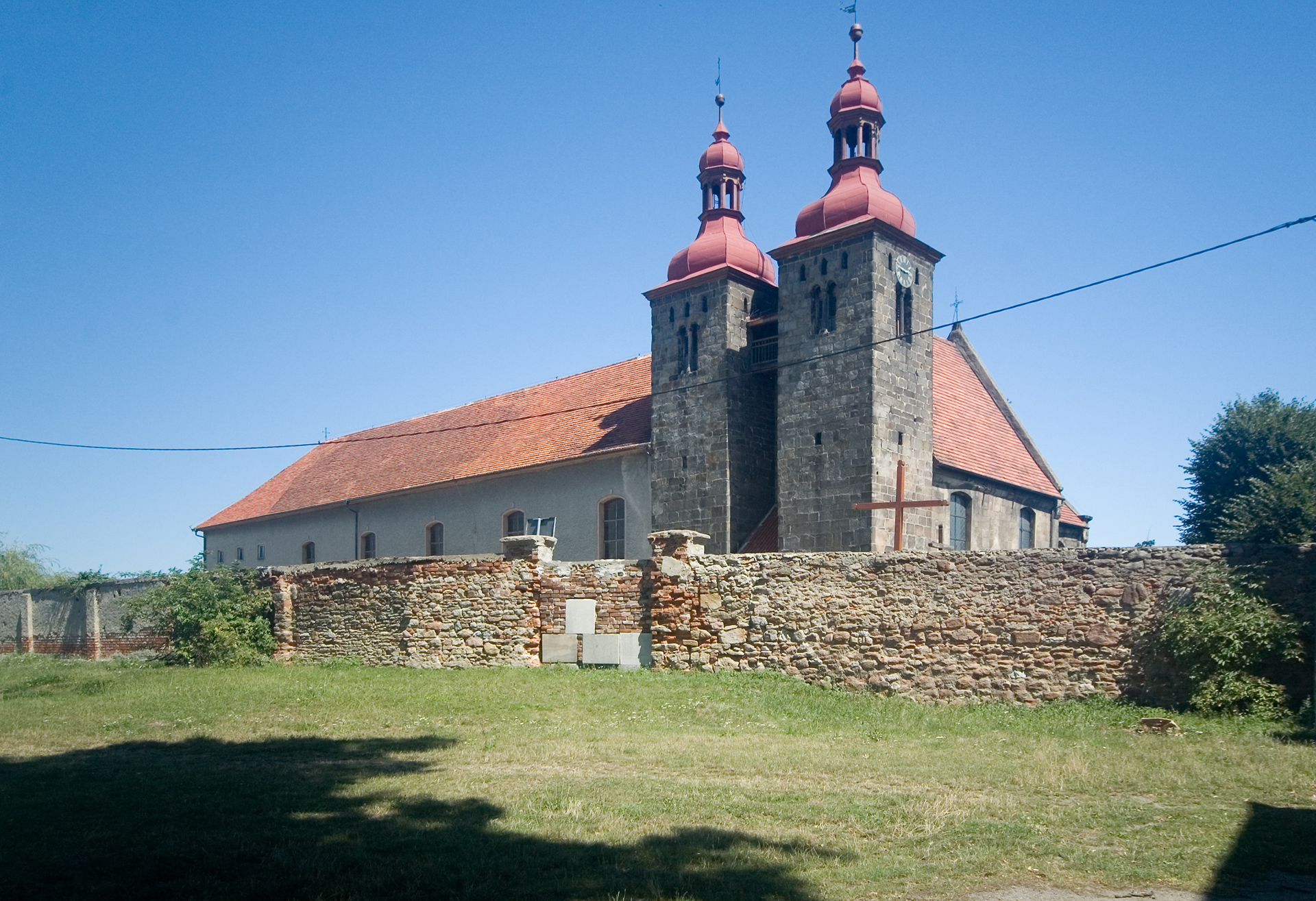
Kirche Mariä Himmelfahrt

Wierzbna (deutsch Würben) ist ein Ort in der Stadt- und Landgemeinde Żarów (Saarau) im Powiat Świdnicki (Niederschlesien) in der Woiwodschaft Niederschlesien in Polen.

## Geographische Lage

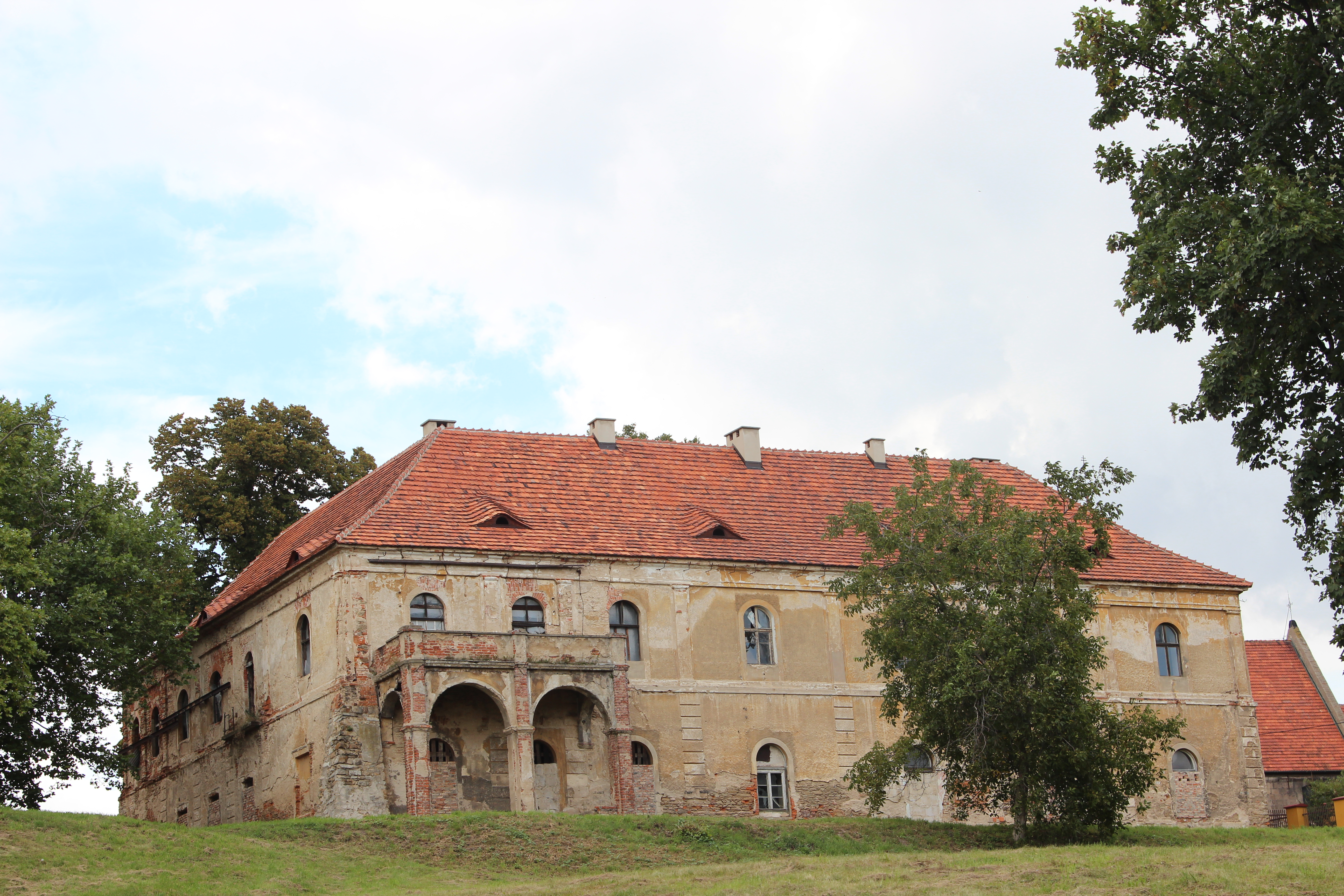
Schloss Würben

Wierzbna liegt acht Kilometer nördlich der Kreisstadt Świdnica (Schweidnitz). Nachbarorte sind Bożanów (Eckersdorf) und Żarów (Saarau) im Norden, Siedlimowice (Schönfeld) und Gołaszyce (Gohlitsch) im Nordosten, Śmiałowice (Schmellwitz) und Klecin (Klettendorf) im Osten, Sulisławice (Zülzendorf) im Süden, Bagieniec (Teichenau) und Tomkowa (Tunkendorf) im Südwesten, Bolesławice (Bunzelwitz) im Westen und Jaworzyna Śląska (Königszelt) im Nordwesten.

## Geschichte
Würben war Stammsitz der Grafen von Würben. „Comes Johannes de Werbno“ und dessen Bruder Nikolaus sind für das Jahr 1214 belegt. Sie sollen bei der Gründung von Schweidnitz und bei der Besiedlung der Gegend durch Deutsche beteiligt gewesen sein. Die für das Jahr 1283 bezeugte Kirche von Würben wurde vermutlich um 1240 errichtet und war Eigenkirche der Grafen von Würben. Sie gilt als die älteste Dorfkirche im Schweidnitzer Land.
Nach der Teilung des Herzogtums Breslau 1278 gelangte Würben an das Herzogtum Schweidnitz. Anfang des 14. Jahrhunderts wurde Würben deutschrechtlich umgesetzt. Nach dem Tod des Herzogs Bolko II. fiel es 1368 zusammen mit dem Herzogtum Schweidnitz erbrechtlich an Böhmen, wobei Bolkos Witwe Agnes von Habsburg bis zu ihrem Tod 1392 ein Nießbrauch zustand. Für das Jahr 1403 ist eine Burg belegt, die nach 1463 verfiel. Im 14./15. Jahrhundert, nachdem sich die Grafen von Würben in Mähren
niederließen, kam Würben in den Besitz der Zisterzienserklöster Kamenz und Grüssau. Von 1586 bis zur Säkularisation 1810 gehörte Würben dem Kloster Grüssau allein. 1667 wurde es erstmals als „oppidum“ (Flecken) bezeichnet. 1680 errichtete Abt Bernhard Rosa ein Grüssauer Priorat in Würben, das zunächst als Erholungsort für die Mönche bestimmt war. Hierfür errichtete er an der alten Kirche einen zweistöckigen Westflügel. Zu einem Kloster entwickelte sich das Priorat nicht. Da die damalige Kirche für die Pfarrgemeinde zu klein geworden war, wurde sie unter Abt Innozenz Fritsch umgebaut und vergrößert. Sie wurde am 4. Juli 1730 durch den Breslauer Weihbischof Elias Daniel von Sommerfeld eingeweiht.
Nach dem Ersten Schlesischen Krieg fiel Würben 1742 wie fast ganz Schlesien an Preußen. Nach der Säkularisation des Klosterguts erwarben Würben die Herren von der Goltz, die das Gebäude des Priorats zu ihrer Residenz wählten und die Orangerie zu einer evangelischen Kirche und einer Schule umbauen ließen. Nach der Neugliederung Preußens gelangte Würben 1815 an die Provinz Schlesien und gehörte ab 1816 zum Landkreis Schweidnitz, mit dem es bis 1945 verbunden blieb. 1874 wurde der Amtsbezirk Würben gebildet, der aus den Landgemeinden Eckersdorf, Kallendorf und Würben sowie den zugehörigen Gutsbezirken bestand. Von 1859 bis 1945 gehörte Würben den Nachkommen des Prinzen August von Preußen, die sich „von Waldenburg“ nannten. 1939 bestand Würben aus 1060 Einwohnern.
Als Folge des Zweiten Weltkriegs fiel Würben 1945 zusammen mit fast ganz Schlesien an Polen und wurde in Wierzbna umbenannt. Die deutsche Bevölkerung wurde weitgehend vertrieben. 1975–1998 gehörte Wierzbna zur Woiwodschaft Wałbrzych (dt.: Waldenburg). Diese wurde mit der Verwaltungsreform 1999 aufgelöst. Seither gehört Wierzbna zur Woiwodschaft Niederschlesien.

## Sehenswürdigkeiten
- Die vermutlich um 1240 als romanischer Saalbau errichtete Kirche Mariä Himmelfahrt ist für das Jahr 1283 urkundlich belegt. Sie wurde später im gotischen und danach im Renaissance-Stil umgebaut. 1729/30 erfolgte unter Abt Innozenz Fritsch durch den Schweidnitzer Maurermeister Christoph Köhler ein weiterer Umbau mit Vergrößerung der Kirche. Zugleich erhielt sie eine weitgehend neue Innenausstattung. Für den Hochaltar wurden Teile des 1728 aus der alten Grüssauer Klosterkirche entfernten Hauptaltars mit dem Altarbild von Michael Willmann verwendet. Auch die Seitenaltäre St. Joseph und St. Anna stammen aus der alten Grüssauer Klosterkirche. An der südlichen Chorwand befinden sich Fragmente einer figürlichen Wandmalerei aus der Mitte des 15. Jahrhunderts.
- Das Schloss der Grüssauer Zisterzienser wurde nach 1650 errichtet und 1684 für Abt Bernhard Rosa durch den Maurermeister Martin Urban umgebaut. Im 19. Jahrhundert und in den 1920er Jahren wurde es erweitert und modernisiert. Nach dem Übergang an Polen 1945 wurde es dem Verfall preisgegeben.

## Persönlichkeiten
- Heinrich von Würben († 1319), Fürstbischof von Breslau
- Alfred von Waldenburg (1847–1915), Gutsbesitzer auf Würben, preußischer Offizier, Attaché und Landschaftsmaler